# Hilmar Krüger (Schachspieler)
Hilmar Krüger (* 27. Juli 1955; † 21. April 2021) war ein deutscher Fernschachspieler, internationaler Schachschiedsrichter sowie Schachfunktionär.
Hilmar Krüger war hauptberuflich als Berufsschullehrer und in dieser Funktion viele Jahre in Herzberg tätig. Er lebte zuletzt in Falkenberg/Elster.
Er war ein begeisterter Fernschachspieler, der noch bis wenige Monate vor seinem Tod international spielte. Im Jahr 1998 wurde ihm der Titel eines Internationalen Meisters im Fernschach verliehen, und ein Jahr darauf, 1999, dann auch schon der Titel eines Verdienten Internationalen Meisters (Senior International Correspondence Chess Master). Seine höchste Elo-Zahl im Fernschach hatte er im Januar 2005 mit 2522.
Neben seiner Tätigkeit direkt am Brett war er auch als internationaler Schiedsrichter (International Correspondence Chess Master) tätig. Den Titel des internationalen Schiedsrichters hatte er seit 1996 inne.
Seit 1990 war er zudem fast durchgängig Präsident des neu gegründeten brandenburgischen Landesschachbundes.